# Chrysopa flaviceps
Chrysopa flaviceps là một loài côn trùng trong họ Chrysopidae thuộc bộ Neuroptera. Loài này được Brullé in Webb & Berthelot miêu tả năm 1839.